# Sid Haig
Sid Haig (született Sidney Eddie Mosesian) (Fresno, Kalifornia, 1939. július 14. – Los Angeles, Kalifornia, 2019. szeptember 21.) amerikai színész.

## Filmjei
Mozifilmek
- The Firebrand (1962)
- Vérfürdő (Blood Bath) (1966)
- It's a Bikini World (1967)
- A játéknak vége (Point Blank) (1967)
- Spider Baby or, the Maddest Story Ever Told (1967)
- The Hell with Heroes (1968)
- Che! (1969)
- THX 1138 (1971)
- Gyémántok az örökkévalóságnak (Diamonds Are Forever) (1971)
- Láncra vert nők (Black Mama White Mama) (1973)
- The No Mercy Man (1973)
- Az Észak császára (Emperor of the North Pole) (1973)
- Coffy (1973)
- Beyond Atlantis (1973)
- A don halála (The Don Is Dead) (1973)
- Erkölcscsőszök (Busting) (1974)
- Foxy Brown (1974)
- Kalózok Jamaicában (Swashbuckler) (1976)
- Loose Shoes (1978)
- A félelem galaxisa (Galaxy of Terror) (1981)
- Kétszemélyes kommandó (Commando Squad) (1987)
- Tiszturak (Warlords) (1988)
- Lambada, a tiltott tánc (The Forbidden Dance) (1990)
- Veszélyben a testőr (Genuine Risk) (1990)
- Jackie Brown (1997)
- Az 1000 halott háza (House of 1000 Corpses) (2003)
- Kill Bill 2. (Kill Bill: Vol. 2) (2004)
- Az 1000 halott háza 2. – A sátán bosszúja (The Devil's Rejects) (2005)
- Az élőhalottak éjszakája (Night of the Living Dead) (2006)
- A kis nagycirkusz (Little Big Top) (2006)
- Dead Man's Hand (2007)
- Halloween (2007)
- Brotherhood of Blood (2007)
- Creature (2011)
- Mimesis (2011)
- A balta 3. (Hatchet III) (2013)
- Zombex (2013)
- Csontok és skalpok (Bone Tomahawk) (2015)
- Death House (2017)
- Suicide for Beginners (2018)
- Three from Hell (2019)

Tv-filmek
- Szerelem a prérin (Hitched) (1971)
- Boris és Natasa (Boris and Natasha) (1992)
- Holtak háza 2: Elszabadul a pokol (House of the Dead 2) (2005)

Tv-sorozatok
- Mission: Impossible (1966–1970, kilenc epizódban)
- Mary Hartman, Mary Hartman (1976–1977, 55 epizódban)
- Charlie angyalai (Charlie's Angels) (1978, egy epizódban)
- Jason of Star Command (1978–1979, 28 epizódban)
- Hazárd megye lordjai (The Dukes of Hazzard) (1982, egy epizódban)
- T. J. Hooker (1982, egy epizódban)
- A szupercsapat (The A-Team) (1983, egy epizódban)